# Colina (Burgos)
Colina es una localidad del municipio burgalés de Junta de Traslaloma, en la Comunidad Autónoma de Castilla y León (España). 
La iglesia está dedicada a La Expectación de Nuestra Señora.

## Localidades limítrofes
Confina con las siguientes localidades:
- Al noreste con Las Eras y Lastras de las Eras.
- Al este con Castrobarto.
- Al sureste con Angosto.
- Al sur con Villatarás.
- Al oeste con Barcenillas del Rivero.

## Demografía
Evolución de la población
| Gráfica de evolución demográfica de Colina entre 2000 y 2017       |
|                                                                    |
| Población de derecho (2000-2017) según el padrón municipal del INE |

## Historia
Así se describe a Colina en el tomo VI del Diccionario geográfico-estadístico-histórico de España y sus posesiones de Ultramar, obra impulsada por Pascual Madoz a mediados del siglo XIX:

Aldea en la provincia, diócesis, audiencia territorial y capitanía general de Burgos (16 leguas), partido judicial de Villarcayo (3), ayuntamiento titulado de la Junta de Traslaloma. Situada en el camino que conduce de Santoña a Rioja, donde le combaten todos los vientos; el clima es frío, y las enfermedades más comunes reumas y dolores de estómago. Tiene 24 casas, una escuela de primeras letras concurrida por 16 alumnos, una iglesia parroquial dedicada a Nuestra Señora de la O, y 2 fuentes de buenas aguas, una dentro del pueblo y otra fuera. Confina el término N y E las Heras; S Villataras, y O con el monte de la misma población. El terreno es de primera, segunda y tercera clase, y el referido monte está poblado de encinas. Hay un camino carretero que dirige a la merindad de Montija; y la correspondencia se recibe en Medina de Pomar por los mismos interesados. Producciones: trigo, cebada, comuña, habas, garbanzos y legumbres; ganado yeguar, vacuno, lanar y cabrío; y caza de perdices, codornices, liebres, lobos, raposos y garduños. Industria: la agrícola. Población: 12 vecinos, 45 almas. Capital productivo: 108.410 reales. Imponible: 8.762 reales.
Diccionario geográfico-estadístico-histórico de España y sus posesiones de Ultramar